# Diócesis de Bagé
La diócesis de Bagé (en latín: Dioecesis Bagen(sis) y en portugués: Diocese de Bagé) es una circunscripción eclesiástica latina de la Iglesia católica en Brasil, sufragánea de la arquidiócesis de Pelotas. La diócesis tiene al obispo Cleonir Paulo Dalbosco, O.F.M.Cap. como su ordinario desde el 26 de septiembre de 2018. 

## Territorio y organización
La diócesis tiene 36 121 km² y extiende su jurisdicción sobre los fieles católicos de rito latino residentes en 12 municipios del estado de Río Grande del Sur: Bagé, Lavras do Sul, Santana do Livramento, Dom Pedrito, São Gabriel, Rosário do Sul, Pinheiro Machado, Hulha Negra, Candiota, Aceguá, Pedras Altas y Santa Margarida do Sul.
La sede de la diócesis se encuentra en la ciudad de Bagé, en donde se halla la Catedral de San Sebastián.
En 2019 en la diócesis existían 22 parroquias.

## Historia
La diócesis fue erigida el 25 de junio de 1960 con la bula Qui divino consilio del papa Juan XXIII, obteniendo el territorio de las diócesis de Pelotas (hoy arquidiócesis) y Uruguayana.
El 12 de diciembre de 1997 cedió la parroquia de Santa Maria della Vittoria en el municipio de Cacequi y el territorio de la comunidad de Santa Maria en Laranjeiras a la diócesis de Santa María mediante el decreto Quo aptius de la Congregación para los Obispos.
Originalmente sufragánea de la arquidiócesis de Porto Alegre, el 13 de abril de 2011 pasó a formar parte de la provincia eclesiástica de la arquidiócesis de Pelotas.

## Estadísticas
De acuerdo al Anuario Pontificio 2020 la diócesis tenía a fines de 2019 un total de 388 500 fieles bautizados.
| Año                                                                             | Población            | Población | Población      | Sacerdotes | Sacerdotes    | Sacerdotes    | Bautizados por sacerdote | Diáconos permanentes | Religiosos | Religiosos | Parroquias |
| Año                                                                             | Bautizados católicos | Total     | % de católicos | Total      | Clero secular | Clero regular | Bautizados por sacerdote | Diáconos permanentes | Varones    | Mujeres    | Parroquias |
| ------------------------------------------------------------------------------- | -------------------- | --------- | -------------- | ---------- | ------------- | ------------- | ------------------------ | -------------------- | ---------- | ---------- | ---------- |
| 1960                                                                            | ?                    | 294 690   | ?              | 35         | 16            | 19            | ?                        |                      | 39         |            | 11         |
| 1970                                                                            | 304 800              | 358 400   | 85.0           | 42         | 21            | 21            | 7257                     | 1                    | 27         | 151        | 15         |
| 1976                                                                            | 352 000              | 382 000   | 92.1           | 38         | 19            | 19            | 9263                     | 2                    | 32         | 185        | 15         |
| 1980                                                                            | 375 000              | 395 800   | 94.7           | 36         | 20            | 16            | 10 416                   | 2                    | 36         | 125        | 18         |
| 1990                                                                            | 382 000              | 420 000   | 91.0           | 33         | 18            | 15            | 11 575                   | 1                    | 26         | 117        | 17         |
| 1999                                                                            | 308 000              | 385 000   | 80.0           | 34         | 19            | 15            | 9058                     | 1                    | 25         | 90         | 16         |
| 2000                                                                            | 312 000              | 390 000   | 80.0           | 35         | 20            | 15            | 8914                     | 1                    | 26         | 88         | 16         |
| 2001                                                                            | 304 146              | 380 183   | 80.0           | 34         | 19            | 15            | 8945                     | 1                    | 33         | 87         | 16         |
| 2002                                                                            | 312 073              | 390 092   | 80.0           | 33         | 19            | 14            | 9456                     | 1                    | 30         | 87         | 16         |
| 2003                                                                            | 312 073              | 390 092   | 80.0           | 34         | 20            | 14            | 9178                     | 1                    | 26         | 81         | 16         |
| 2004                                                                            | 312 073              | 390 092   | 80.0           | 31         | 16            | 15            | 10 066                   | 1                    | 28         | 74         | 16         |
| 2006                                                                            | 335 000              | 419 000   | 80.0           | 33         | 20            | 13            | 10 151                   | 1                    | 19         | 73         | 16         |
| 2012                                                                            | 365 000              | 456 000   | 80.0           | 29         | 20            | 9             | 12 586                   | 1                    | 14         | 66         | 16         |
| 2015                                                                            | 374 000              | 468 000   | 79.9           | 30         | 22            | 8             | 12 466                   | 1                    | 10         | 44         | 16         |
| 2018                                                                            | 382 910              | 479 650   | 79.8           | 34         | 21            | 13            | 11 262                   | 1                    | 17         | 50         | 16         |
| 2020                                                                            | 388 500              | 487 100   | 79.8           | 35         | 22            | 13            | 11 100                   | 1                    | 16         | 26         | 16         |
| Fuente: Catholic-Hierarchy, que a su vez toma los datos del Anuario Pontificio. |                      |           |                |            |               |               |                          |                      |            |            |            |

## Episcopologio
- José Gomes † (18 de marzo de 1961-16 de julio de 1968 nombrado obispo de Chapecó)
- Angelo Félix Mugnol † (15 de enero de 1969-12 de febrero de 1982 falleció)
- Laurindo Guizzardi, C.S. † (12 de febrero de 1982 por sucesión-28 de noviembre de 2001 nombrado obispo de Foz do Iguaçu)
- Gílio Felício (11 de diciembre de 2002-6 de junio de 2018 renunció)
- Cleonir Paulo Dalbosco, O.F.M.Cap., desde el 26 de septiembre de 2018